# Гай Оппий (всадник)
Гай О́ппий (лат. Gaius Oppius; I век до н. э.) — древнеримский всадник, близкий друг Гая Юлия Цезаря.

## Биография
Писал о войнах в Африке, Испании и Египте, создал биографии Гая Юлия Цезаря и Сципиона-старшего. Им была написана книга, которая доказывала, что Цезарион — сын Цезаря от Клеопатры.
После убийства Цезаря Гай Оппий помогал Октавиану и умер во время правления последнего.

## Работы
- Записки об Испанской войне
- Александрийская война[1]